# Отто Тіншерт
Отто Тіншерт (нім. Otto Tinschert; 2 березня 1915, Оттерндорф — 16 травня 2006, Гватемала) — німецький офіцер-підводник, капітан-лейтенант крігсмаріне.

## Біографія
5 квітня 1935 року вступив на флот. З 11 липня 1942 по 13 липня 1943 року — командир підводного човна U-267, на якому здійснив 3 походи (разом 108 днів у морі), з 14 липня по 26 листопада 1943 року — U-650, з 27 листопада 1943 по 6 липня 1944 року — знову U-267, на якому здійснив ще 1 похід (85 днів у морі), з 21 грудня 1944 по 24 квітня 1945 року — U-3011, з 25 квітня по 5 травня 1945 року — U-903.

## Звання
- Кандидат в офіцери (1 квітня 1929)
- Морський кадет (25 вересня 1935)
- Фенріх-цур-зее (1 липня 1936)
- Оберфенріх-цур-зее (1 січня 1938)
- Лейтенант-цур-зее (1 квітня 1938)
- Оберлейтенант-цур-зее (1 жовтня 1939)
- Капітан-лейтенант (1 вересня 1942)

## Нагороди
- Медаль «За вислугу років у Вермахті» 4-го класу (4 роки)
- Залізний хрест 2-го і 1-го класу
- Нагрудний знак підводника
- Фронтова планка підводника в сріблі